# Vries Pons
Vries Pons (Rotterdam, 19 juli 1837 – aldaar, 2 augustus 1927) was een Nederlands beeldhouwer, houtsnijwerker en tekenaar.

## Leven en werk
Pons was een zoon van huisknecht Jan Pons (1809-1849) en Abigaël Maria Gravesteijn (1811-1881) en een oudere broer van beeldhouwer Johannes Matthijs Pons (1843-1925). Hij werd opgeleid aan de Academie van Beeldende Kunsten en Technische Wetenschappen in Rotterdam. In 1852 won hij er een prijs voor handtekenen, vier jaar later werd zijn werk opnieuw bekroond. Hij woonde en werkte zijn hele leven in Rotterdam. Hij was als patroon lid van de Kamer van Arbeid. Pons gaf les aan Emile Voeten.
Pons trouwde in 1865 met de Dordtse Jacoba Jacomina van Aardenne (1836-1921). Hij overleed in 1927, op 90-jarige leeftijd, en werd begraven op begraafplaats Crooswijk.
- Biografisch Portaal: 65595509
- RKD-Nederlands Instituut voor Kunstgeschiedenis: 416316